# Realty Income
A Realty Income é uma empresa norte-americana de administração de imóveis.

## História
Em abril de 2021, a Realty Income anunciou a aquisição da Vereit por US $ 11 bilhões, seguida pela divisão do negócio de imóveis de escritórios em uma nova entidade chamada Reit.
A empresa é uma das poucas firmas de investimento imobiliário que paga dividendos mensalmente em vez de trimestralmente e registrou uma marca registrada para a frase "The Monthly Dividend Company".
No balanço encerrado em 31 de dezembro de 2019, a empresa possuía 6.483 propriedades totalizando 9,87 milhões de metros quadrados alugáveis.